# UFC 193
UFC 193: Rousey vs. Holm — событие организации смешанных боевых искусств Ultimate Fighting Championship, которое прошло 15 ноября 2015 года на стадионе Etihad Stadium в австралийском городе Мельбурн. Публика этого мероприятия составила 56 214 человек, побив рекорд среди событий UFC по количеству посетителей.

## Положение до турнира
Это было первое по счёту мероприятие UFC, состоявшееся в Мельбурне.
Ранее предполагалось, что главным боем вечера станет поединок за титул чемпиона UFC в полусреднем весе между действующим чемпионом Робби Лоулером и бывшим чемпионом WEC в полусреднем весе Карлосом Кондитом. Позже выяснилось, что Лоулер получил травму большого пальца руки, поэтому его бой с Кондитом переносится на неопределённый срок. Событие возглавил перенесённый с UFC 195 поединок между чемпионкой UFC в женском легчайшем весе Рондой Раузи и бывшей чемпионкой мира по боксу в трёх весовых категориях Холли Холм. Бой Лоулера и Кондита, в свою очередь, назначили главным боем UFC 195.
Вторым по значимости поединком стал бой за титул чемпионки UFC в женском минимальном весе между действующей чемпионкой Йоанной Енджейчик и главной претенденткой Валери Летурно.
Ожидалось, что Юрайя Холл встретится с Майклом Биспингом, но по причине травмы локтя Биспинг был вынужден сняться с боя, его заменил Роберт Уиттакер. В рамках события должны были состояться бои бразильских бойцов Уиллиама Макариу и Рикарду Абреу с Дэном Келли и Бренданом О’Райли, соответственно. Однако оба бразильца, ссылаясь на травмы, вынуждены были сняться, а на замену им вышли Джеймс Мунтасри и Стив Монтгомери. Позже О’Райли, тоже получивший травму, был заменён Антоном Зафиром.

## Результаты
| Категория                            |                      |      |                 | Способ                                                         | Раунд | Время |
| Основные бои                         |                      |      |                 |                                                                |       |       |
| Женский легчайший вес                | Холли Холм           | поб. | Ронда Раузи (ч) | Нокаут (удар ногой в голову и удары руками)                    | 2     | 0:59  |
| Женский минимальный вес              | Йоанна Енджейчик (ч) | поб. | Валери Летурно  | Единогласное решение (49-46, 49-46, 50-45)                     | 5     | 5:00  |
| Тяжёлый вес                          | Марк Хант            | поб. | Антониу Силва   | Технический нокаут (удары)                                     | 1     | 3:41  |
| Средний вес                          | Роберт Уиттакер      | поб. | Юрая Холл       | Единогласное решение (30-27, 30-27, 29-28)                     | 3     | 5:00  |
| Тяжёлый вес                          | Джаред Рошолт        | поб. | Стефан Стрюве   | Единогласное решение (29-28, 29-28, 29-28)                     | 3     | 5:00  |
| Предварительные бои (Fox Sports 1)   |                      |      |                 |                                                                |       |       |
| Лёгкий вес                           | Джейк Мэтьюс         | поб. | Акбар Арреола   | Технический нокаут (остановка по решению врача)                | 2     | 5:00  |
| Полусредний вес                      | Кайл Ноук            | поб. | Петер Соботта   | Технический нокаут (прямой удар ногой в корпус и удары руками) | 1     | 2:01  |
| Полутяжёлый вес                      | Джан Вилланте        | поб. | Энтони Перош    | Нокаут (удар)                                                  | 1     | 2:56  |
| Наилегчайший вес                     | Дэнни Мартинес       | поб. | Ричи Вацулик    | Единогласное решение (30-27, 30-27, 30-27)                     | 3     | 5:00  |
| Предварительные бои (UFC Fight Pass) |                      |      |                 |                                                                |       |       |
| Средний вес                          | Дэн Келли            | поб. | Стив Монтгомери | Единогласное решение (29-28, 29-28, 29-28)                     | 3     | 5:00  |
| Полусредний вес                      | Ричард Уолш          | поб. | Стив Кеннеди    | Единогласное решение (30-27, 30-27, 29-28)                     | 3     | 5:00  |
| Полусредний вес                      | Джеймс Мунтасри      | поб. | Антон Зафир     | Технический нокаут (бэкфист)                                   | 1     | 4:36  |
| Наилегчайший вес                     | Бен Нгуен            | поб. | Райан Бенуа     | Удушающий приём (сзади)                                        | 1     | 2:35  |

## Награды
Следующие бойцы получили бонусные выплаты в размере $50 000:
- Лучший бой вечера: Холли Холм против Ронды Раузи
- Выступление вечера: Холли Холм и Кайл Ноук